# Záparo
Záparo (Zápara) je neveliko Zaparoan pleme ili grupa plemena američkih Indijanaca nastanjenih u ekvadorskom dijelu bazena Amazone, te u susjednim predjelima Perua. Naziv Záparo označava jednu vrstu košare, i nije u srodstvu s njihovim vlastitim nazivom "Zápara" koji označava 'čovjeka iz šume' ("person of the forest"), odnosno značilo bi 'šumski narod'. 
Zaparo Indijanci bijahu u vrijeme dodira sa zapadnom civilizacijom moćan narod, od kojih 200,000 duša i 39 raznih plemena, da bi im broj danas spao na oko 200 osoba u Ekvadoru i susjednom Peruu. Također oko 100-200 pripadnika njihovih plemena Arabelas i Iquitos raspršeno je u susjednom Peruu. 
Jezik zaparo pripada porodici Zaparoan ili Zaparan kojoj je i dao svoje ime.
Plemena:
- 1. Coronadoan: 
  - Coronado (Peru; Ecuador ?),  río Bobonaza, Peru. Služe se s više dijalekata:
    - Chudavina
    - Miscuara
    - Tarokeo

  - Oa río Bobonaza, (Peru)

- 2. Andoan. Peruanski departman Loreto. : 
  - Andoa (Peru; Ecuador ?), río Pastaza i río Morona,
    - Guallpayo,
    - Guasaga,
    - Murato

- - Gae (Gaye, Siaviri). río Tigre i río Bobonaza,

- - Semigae (Shimigae) Curaray. Govore dijalektima
    - Aracohor
    - Comacor
    - Ichocomohor
    - Itoromohor
    - Maithiore
    - Mocosiohor
    - Usicohor

- - Iquito (Ikito, Amacarora, Kiturran, Puca-uma)
    - Iquito. -Peruanski departman Loreto, u provinciji Maynas, río Pintoyacu. Sebe zovu Jakenomi, Akenóini ili Paratacay. Od Shimigaye zvani Amacacore, i Quiturra, Quituranos od Yameo Indijanaca.
    - Maracana (Cahuarana, Moracano, ¿cahuarano?). Potomci su starih Moracano Indijanaca s rijeke río Nanay. 1,000 (1925)
    - Auwe (Auve)

- - Asaruntoa (¿?)

- 3 Zápara: 
  - Zápara. Zovu se i Sapara, Kayapwe, Záparo. U ekvadorskoj provinciji Pastaza, na ríos Curaray, i Bobonaza.
    - Curaray
    - Manta
    - Matagen
    - Muegano
    - Nushino
    - Rotuno
    - Supinu
    - Yasuni

  - Konambo.- río Conambo

- 4 Arabela (Tapweyokwaka, Chiripuno). Peruanski departman Loreto. Etnički 300 (1989)
  - Arabela

- 5. Omurano: Pinche, Roamaina, Zapa (Peru) ← s rezervom. Moguće samostalna porodica Omurano ili Mayna.

- 6 Abijira. Neklasificirani.

## Kultura
Zaparosi naseljavaju kraj uz rijeke Curacay i Napo te na donjem toku Aguarica. Oni su visoki i robustni, svjetle puti, prominentnog nosa, a ponekad mogu imati i plave oči. Odjeća muškaraca sastojala se od ogrtača nalik ponču a kod žena rojta koja sakriva spolovilo. Kuće im bijahu natkrite krovinjare bez zidova. Od oružja služili su se lukom i strijelom, kopljima i puhaljkama s otrovnim strelicama. Življahu od lova i sakupljanja hrane, te uzgoja slatkog krumpira i banana.
Prema njihovom vjerovanju svaki čovjek ima četiri duše, od kojih tsawanu nuki (u jeziku sapara) ili aya (u kichwa) nakon smrti može otići na drugi svijet, ali i ostati na zemlji gdje može praviti buku ili izazvati kakvu štetu i plašiti ljude. Ostale tri duše su yanukua nuki (Sapara) ili indi rikuna (Kichwa), sjena od sunca; 2. kashihua nuki (Sapara) ili killa kuichik (u Kichwa) duga od mjesec; i 3. kaushina nuki (Sapara) mangata ricurina (Kichwa) ili odraz u loncu.

## Vanjske poveznice
- Ecuador Zaparos  Arhivirana inačica izvorne stranice od 23. veljače 2006. (Wayback Machine)
- Indigene Gemeinschaften im Amazonasgebiet Ecuadors  Arhivirana inačica izvorne stranice od 15. siječnja 2006. (Wayback Machine)
- Equateur: le dernier chaman zapara
- The Zapara People of the Ecuadorian Amazon  Arhivirana inačica izvorne stranice od 22. veljače 2006. (Wayback Machine)
- La Nacionalidad Zápara  Arhivirana inačica izvorne stranice od 12. prosinca 2007. (Wayback Machine)